# Landmann La 16
Die Landmann La 16 ist der erste und einzige in der DDR gebaute eigenstartfähige Motorsegler. Er wurde am Institut für Flugzeugkonstruktion der Technischen Hochschule Dresden von einer Studienprojektgruppe unter der Leitung von Hermann Landmann entwickelt. Es existierten zwei Prototypen mit den Bezeichnungen Lerche und Heidelerche.

## Entwicklung
Die Konstruktionsarbeiten der V1 Lerche begannen 1954, der Bau erfolgte in der institutseigenen Werkstatt. Das Flugzeug bestand vollständig aus Holz und besaß einen Rumpf, der sich hinter der Kabine zum verstrebten V-Leitwerk hin stark verjüngte. Die Tragflügel waren trapezförmig. Als Motor diente ein aus den 1930er-Jahren stammender Zweizylindermotor Kroeber M4 mit 18 PS (13 kW) der dem Segler Eigenstarts ermöglichte. Der Erstflug fand Mitte Dezember 1955 mit Landmann selbst statt. Während der Erprobung ging er im Juli des folgenden Jahres wegen Leitwerksbruch verloren, Testpilot Karl Treuter konnte mit dem Fallschirm abspringen.
Es folgte 1958/59 der zweite Prototyp V2 Heidelerche, mit etwas vergrößertem hinteren Rumpfquerschnitt und unverstrebten, am Boden um 8° in drei Stufen verstellbaren V-Leitwerk. Der Motor konnte in 20 Minuten demontiert und die V2 somit zum Segelflugzeug umgerüstet werden. Der Flügel erhielt ein Profil Gö 535, das Leitwerk ein NACA 0012. Nach einigen Flügen im Flugzeugschlepp mit aus- und zugeschaltetem Antrieb erfolgte der erste eigenständige Start mit Motor am 13. Oktober 1961. Die Erprobung konnte erfolgreich abgeschlossen werden und die Heidelerche flog noch eine Zeitlang an der TH Dresden, bis sie an die Fliegerschule Schönhagen abgegeben wurde. Dort fand der letzte Flug am 28. Juni 1973 (nach anderen Quellen 1975/1976) statt, danach wurde sie aus dem Register gelöscht.

## Technische Daten
| Kenngröße                         | V2 Heidelerche                                                  |
| --------------------------------- | --------------------------------------------------------------- |
| Besatzung                         | 1                                                               |
| Spannweite                        | 12,50 m                                                         |
| Länge                             | 6,50 m                                                          |
| Flügelfläche                      | 12,50 m²                                                        |
| Flügelstreckung                   | 12,5                                                            |
| Leermasse                         | 197 kg                                                          |
| Startmasse                        | 294 kg                                                          |
| Beste Gleitzahl                   | 19 bei 63 km/h                                                  |
| Antrieb                           | ein 2-Zylinder-Zweitakt-Boxermotor Kroeber M4 mit 18 PS (13 kW) |
| Höchstgeschwindigkeit             | 140 km/h mit Motorkraft                                         |
| Reisegeschwindigkeit              | 80 km/h                                                         |
| Maximal zulässige Geschwindigkeit | 150 km/h                                                        |
| Steiggeschwindigkeit              | 1,4 m/s                                                         |
| Sinkgeschwindigkeit               | 1,05 m/s (als Segler 0,86 m/s)                                  |